# Afrikanische Goldkatze
Die Afrikanische Goldkatze (Caracal aurata, Syn.: Profelis aurata Sewerzow, 1858) ist eine wilde Katze der Regenwälder Afrikas. Sie gehört zu den am wenigsten erforschten Katzenarten weltweit und wurde früher zur inzwischen aufgelösten Gattung der Goldkatzen gerechnet, scheint aber nach neueren Erkenntnissen dichter mit dem Karakal als mit den Asiatischen Goldkatzen verwandt zu sein.

## Merkmale

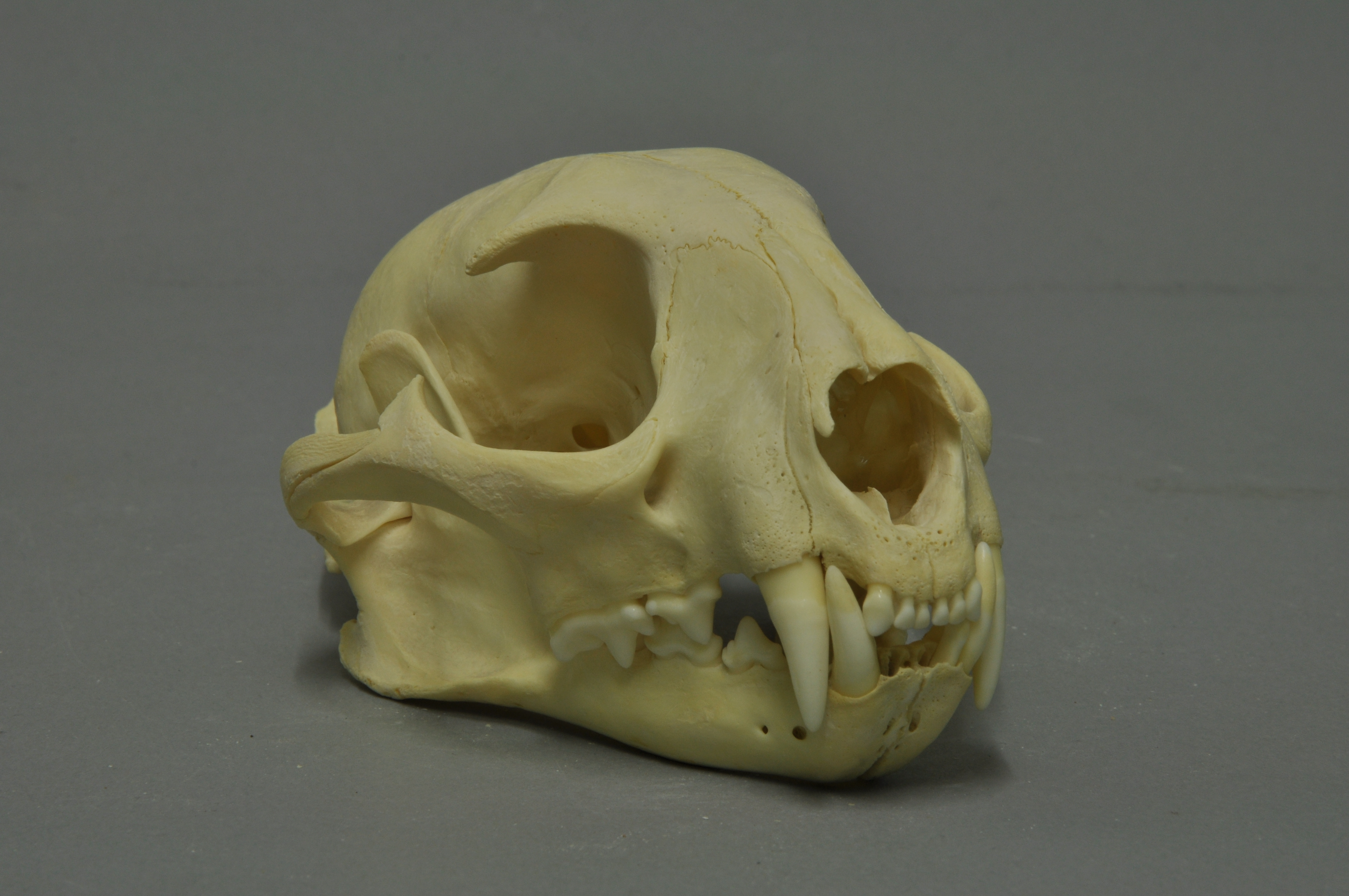
Schädel (Sammlung Museum Wiesbaden)

Die Afrikanische Goldkatze ist etwa doppelt so groß wie eine Hauskatze: Sie hat eine Kopf-Rumpf-Länge von 61,5 bis 101 cm, hinzu kommt ein Schwanz mit einer Länge von 16,3 bis 35 cm, die Schulterhöhe beträgt 38 bis 50 cm. Männchen sind größer, schwerer und kräftiger und erreichen ein Gewicht von 11 bis 16 kg, während die Weibchen mit 6 bis 8 kg nur die Hälfte des Gewichtes der Männchen erreichen. Im Vergleich zum Serval und Karakal ist der Schwanz verhältnismäßig lang, die schwarzen Ohren sind kleiner und abgerundet. Die Fellfarbe ist sehr variabel. Am häufigsten sind rotbraune, rotgoldene und silbergraue Tiere, aber auch braune und gänzlich oder teilweise schwarze Goldkatzen kommen vor. Auf dem Bauch, aber auch gelegentlich am gesamten Körper befinden sich mehr oder weniger deutliche dunkle Flecken in Tupfen- oder Rosettenform. Immer ist die Unterseite deutlich heller als die Oberseite, und das Gesicht trägt schwarze Flecken oberhalb der Augen. Der Schwanz kann mit vollständigen oder unterbrochenen Bändern gemustert sein oder ungebändert sein. Zwischen den Schultern und der Kopfoberseite fallen die Haare nach vorne und Haarwirbel bilden sich an den Stellen, an denen die Haare ihre Fallrichtung ändern. Afrikanische Goldkatzen verfügen über eine Vielzahl von Lautäußerungen, dazu gehören zischen, miauen, knurren, schnurren und gurgelartige Laute.

## Lebensraum

Verbreitungsgebiet der Afrikanischen Goldkatze (grün: Verbreitungsgebiet; braun: mögliche oder gelegentliche Vorkommen)

Die Afrikanische Goldkatze bewohnt den Regenwaldgürtel West- und Zentralafrikas oder hohe Berglandschaften und ist im größten Teil ihres Verbreitungsgebietes relativ selten, kann lokal aber häufiger vorkommen. Sie bevorzugt Primärwälder, kommt aber auch in Sekundärwäldern mit viel Unterholz vor. Sie leben zudem in Regenwald-Savannen-Mosaikregionen, etwa in Gabun und dem Kongo, wo sie auch sympatrisch mit dem eigentlich in der Savanne lebenden Serval vorkommen. Sehr selten sind Goldkatzen in den Trockenwäldern Ostafrikas und dringen gelegentlich entlang von Flüssen in die offene Savanne vor. In folgenden Wildschutzgebieten könnten mit Glück Goldkatzen gesehen werden: Salonga, Ruwenzori, Virunga, Garamba und Queen Elizabeth.

## Lebensweise
Wegen ihrer scheuen und verborgenen Lebensweise werden Goldkatzen nur selten gesehen. Sie sind vorwiegend terrestrisch (auf dem Boden lebend) und weder ausschließlich nachtaktiv, noch vorwiegend dämmerungs- oder tagaktiv, sondern passen ihr Aktivitätsmuster je nach gegebenen Umständen an und können dann unregelmäßig aktiv sein zu jeder Zeit bei Tag oder Nacht. Obwohl sie gut klettern können, jagen Goldkatzen ihre Beute vorwiegend am Boden. Dazu gehören vor allem Nagetiere wie Mäuse, kleine Antilopen wie Ducker sowie Schliefer, Hörnchen, Quastenstachler, Ratten, Spitzmäuse, Schuppentiere, Rüsselspringer, Meerkatzen und Vögel.

## Paarungsverhalten
Über das Paarungsverhalten der Goldkatzen in freier Wildbahn ist nur sehr wenig bekannt. Einheimische berichten, dass die Goldkatze immer nur ein Junges gebärt, in Zoos wurden allerdings schon mehrfach Zwillingsgeburten beobachtet. Nach einer Tragzeit von 78 Tagen bringt die Goldkatze das etwa 200 g schwere Junge zur Welt. Männchen werden nach 20 Monaten, Weibchen nach 11 Monaten geschlechtsreif.

## Systematik
Die Afrikanische Goldkatze wurde 1827 durch den niederländischen Zoologen Coenraad Jacob Temminck unter dem wissenschaftlichen Namen Felis aurata beschrieben aber schon 1858 durch den russischen Zoologen Nikolai Alexejewitsch Sewerzow der monotypischen Gattung Profelis zugeordnet. Zwischenzeitlich wurde sie auch, zusammen mit der Asiatischen Goldkatze und der Borneo-Goldkatze in eine gemeinsame Gattung Catopuma gestellt. Nach neueren Erkenntnissen ist sie jedoch näher mit dem Karakal und dem Serval verwandt als mit den asiatischen Goldkatzen und wird heute als zweite Art nach dem Karakal in die Gattung Caracal eingeordnet.
Auf der Basis umfangreicher molekularbiologischer Merkmale wurde die Afrikanische Goldkatze innerhalb der Katzen dem Karakal als Schwesterart zugeordnet, gemeinsam mit dem Serval bilden sie ein Taxon. Dieses wiederum wird den restlichen Kleinkatzen mit Ausnahme der Marmorkatze gegenübergestellt, die Trennung von den restlichen Katzen fand vor etwa 8,5 Millionen Jahren im späten Miozän als Folge der Besiedlung Afrikas durch die gemeinsamen Vorfahren der Caracal-Linie statt, während sich die ursprünglichen Katzen in Eurasien und später auch in Nordamerika ausbreiteten.
Man unterscheidet zwei Unterarten der Afrikanischen Goldkatze. Caracal aurata aurata aus Zentralafrika und Caracal aurata celidogaster aus Westafrika.

## Sonstiges

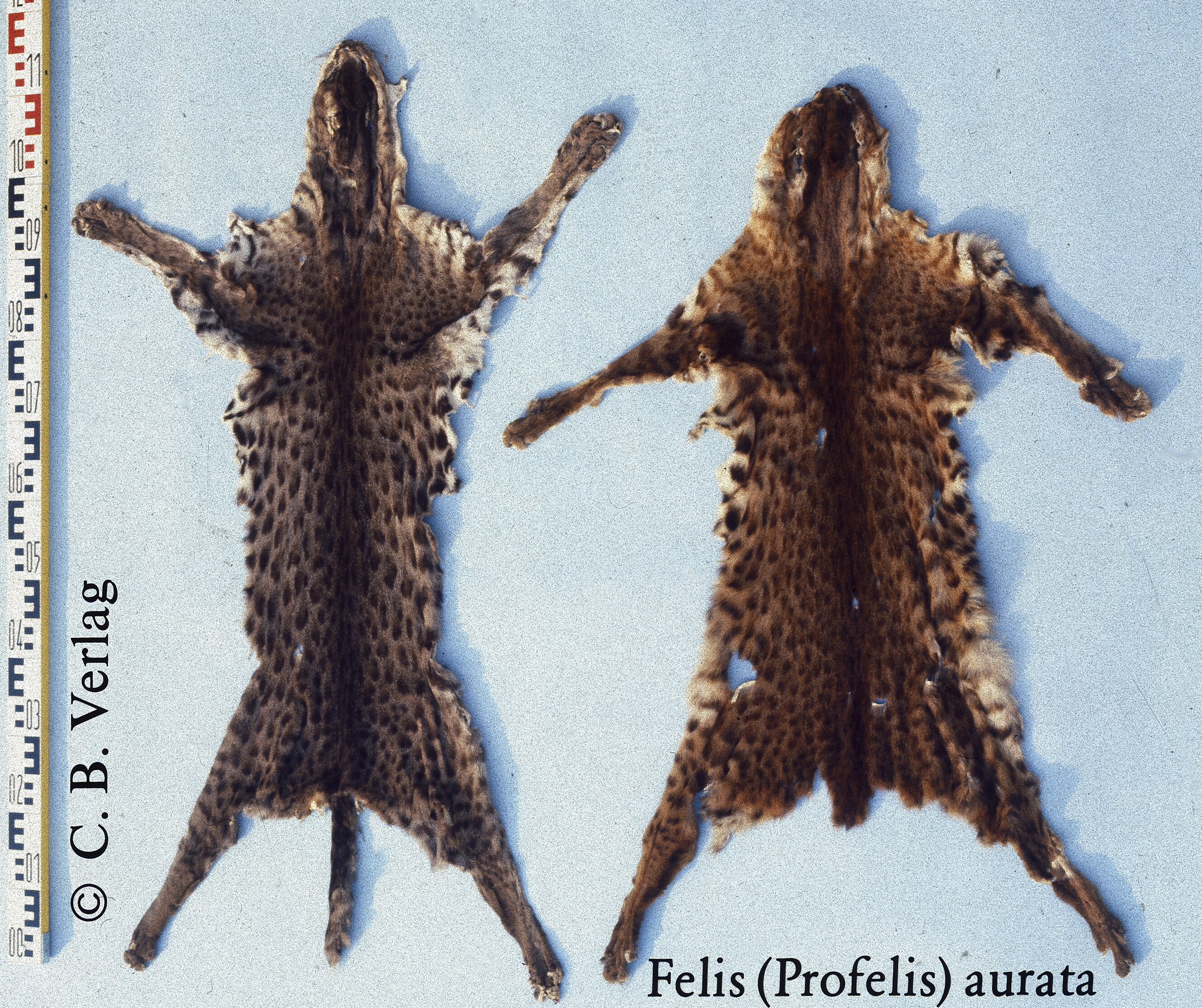
Felle der Afrikanischen Goldkatze

In zwölf afrikanischen Staaten wurde die Jagd auf Goldkatzen verboten und diese Tiere unter absoluten Schutz gestellt. Regional gibt es Berichte darüber, dass Goldkatzen in Hühnerställe eindringen und damit Bauern Schaden zufügen, doch dies scheint eher selten vorzukommen. Bei manchen Pygmäenvölkern gehören Goldkatzenfelle zur Bekleidung, und der Schwanz einer Goldkatze gilt als Talisman bei der Elefantenjagd.
Die IUCN schätzt den Bestand der Afrikanischen Goldkatze als gefährdet (Vulnerable) ein.